# Antal Újváry
Antal Újváry (16. marts 1907 – 1967) var en ungarsk udendørshåndboldspiller som deltog under Sommer-OL 1936.
Han var en del af det ungarske udendørshåndboldhold, som kom på en fjerdeplads i den olympiske turnering. Han spillede tre kampe som målmande.